# كرايغ ميلر
كرايغ ميلر (24 أبريل 1971 في المملكة المتحدة - ) (بالإنجليزية: Craig Miller)‏ هو لاعب كريكت بريطاني. لعب مع Suffolk County Cricket Club ‏.

## وصلات خارجية
- كرايغ ميلر على موقع إي آس بي آن كريك إنفو (الإنجليزية)